# 多斑食蜜鸟
，是雀形目斑食蜜鸟科斑食蜜鸟属的一种鸟类。
多斑食蜜鸟体重约10.7克，翼长约57.8毫米，嘴峰长约7.6毫米，喙宽度约3.1毫米，喙厚度约3.9毫米，跗蹠长约17.4毫米，尾长约32.3毫米。多斑食蜜鸟在其分布区内为留鸟，其栖息在半开放的高大树木组成的森林中，食性为肉食性，主要食物来源是陆生无脊椎动物。
多斑食蜜鸟分布于东塔斯马尼亚和弗林德斯岛。该物种是单型物种，没有亚种分化。